# Prisencolinensinainciusol
"Prisencolinensinainciusol" é uma canção de 1972 composta pelo músico italiano Adriano Celentano, e interpretada por Celentano e por um coro que integrava a sua mulher Claudia Mori. Foi um tema muito popular em Itália, tendo sido divulgado pela RAI nesse mesmo ano, tendo como corista Raffaela Carrà.
Originalmente foi lançado como single em 3 de novembro de 1972, e mais tarde foi incluído no álbum Nostal Rock (1973) como segunda faixa.
A letra é composta por sons sem sentido (algaravia), sendo por vezes descrita como "uma canção que soa como um inglês americano mas falado por alguém que não conhece o idioma".
"Prisencolinensinainciusol" teve um renascimento como incipiente fenómeno da Internet, após ter sido publicada na página web Boing Boing em dezembro de 2009 subsequentemente recolhido pela imprensa italiana. A página chamou-lhe um exemplo de "Gibberish Rock" ("Rock Galimatías").
O tema foi gravado pelo menos três vezes para a televisão italiana, em programas de grande difusão.
Como lado B, foi incluída a canção "Disc Jockey" que utiliza basicamente a mesma faixa musical mas com a letra integralmente em italiano.

## Análise

### Letra
"Prisencolinensinainciusol" é especialmente reconhecível pelo uso de algaravia, uma linguagem inventada semelhante a um inglês de sotaque norte-americano retorcido, na qual um dos poucos sons reconhecíveis é o das palavras ol rait (similar a all right, "tudo bem").
Celentano referiu numa entrevista que a disparatada letra (nonsense) foi baseada numa espécie de base rítmica de loop criada por si, enquanto estava no estúdio de gravação para trabalhar no tema "Disk Jockey" que acabou por ser o lado B.
Apesar disso, tentou-se encontrar uma tradução literal ou um significado no sentido da canção, chegando a pensar-se que seria escrita em algum idioma, algo que divertiu bastante o seu autor.
Celentano falou dela como "a revolta das convenções, incluindo as musicais".